# Особливості національної риболовлі
«Особливості національної риболовлі» (рос. Особенности национальной рыбалки) — російська кінокомедія 1998 року.

## Зміст
Компанія старих приятелів, що гідно витримали випробування національним полюванням, знову збираються разом — цього разу для того, щоб культурно відпочити під виглядом рибного лову. У розпал веселощів друзі дізнаються, що випадково перетнули державний кордон і відпочивають вже у Фінляндії. Після поспішного повернення з'ясовується, що з іншого боку Фінської затоки залишилося дуже багато горілки. Тому хочеш — не хочеш, а доведеться повертатися.

## Ролі
- Олексій Булдаков — генерал Іволгин, Михалич
- Віктор Бичков — єгер Кузьмич
- Семен Стругачев — Льова Соловейчик
- Сергій Русскін — Сергій Олегович
- Сергій Гусинський — Семьонов
- Василь Домрачев — прокурор
- Олексій Севастьянов — капітан-лейтенант (озвучував Олександр Ликов)
- Андрій Краско — Витьок
- Вілле Хаапасало — Райво
- Ольга Самошина — Дама в сарайчику

## Знімальна група
- Сценарій та постановка — Олександр Рогожкін
- Оператор-постановник — Валерій Мартинов
- Художники-постановники — Олена Жукова, Володимир Карташов
- Художник по костюмах — Тетяна Макарова
- Художник-гример — Ірина Ульянова
- Монтаж — Юлія Румянцева
- Звук — Анатолій Гудковський, Сергій Соколов, Олена Левицька
- Режисер — Інна Горлова
- Директора картини — Олексій Звірєв, Максим Володін
- Виконавчий продюсер — Дмитро Дєлов
- Продюсери: Сергій Сельянов, Ігор Каленов
- Композитор: Владислав Панченко

## Продакт-плейсмент
Цей фільм був одним з перших, вдало використовували Product placement на хвилі успіху:
- В одному з епізодів герої обговорюють, що купувати готові пельмені равіолі однойменної фірми — це набагато більш швидке заняття, ніж ліпити їх власноруч.
- Майже весь фільм герої всім іншим напоям віддають перевагу горілці «Урожай», курять і пригощають фінських гостей сигаретами «Петро I» і користуються послугами мобільного зв'язку виключно «North West GSM».
- У фінському готелі, куди герої потрапили помилково, генерал читає газету «Калейдоскоп». Ще до виходу фільму на екрани Булдаков в образі свого героя знявся в рекламі цієї газети.